# Rafał Boguski
Rafał Boguski (Ostrołęka, 9 giugno 1984) è un calciatore polacco, attaccante dello Świt Krzeszowice.

## Caratteristiche tecniche
Può essere impiegato come trequartista di destra e di sinistra, centrale oppure come attaccante.

## Carriera

### Club
Nei primi anni della sua carriera gioca nelle giovanili del ŁKS Łomża; passato in prima squadra, dal 2000 al 2005 colleziona 118 presenze con 61 gol.
Nel 2005 passa in prestito al Wisla Cracovia, passandolo di nuovo al ŁKS Łomża dove fa 8 gol in 14 presenze.
Nel 2006 passa in prestito al Górniczy Klub Sportowy Bełchatów, dove assomma 20 presenze andando a segno 4 volte.
Dopo due stagioni in prestito, il Wisla Cracovia decide di tenerlo, così nel 2007 il giocatore esordisce con il Wisla, collezionando 81 presenze e 18 gol.

### Nazionale
Esordisce con la Nazionale polacca il 15 dicembre 2007 contro la Bosnia ed Erzegovina.
Segna il suo primo gol con la Nazionale il 14 dicembre 2008 (dopo un anno dal suo esordio) contro la Serbia.
Ha siglato il gol più veloce della storia polacca, segnando dopo 23 secondi dal calcio d'inizio contro il San Marino il 1º aprile 2009 nella gara finita 10-0.

## Palmarès

### Club
- Campionato polacco: 3

Wisła Cracovia: 2007-2008, 2008-2009, 2010-2011